# 弗洛朗·施米特
弗洛朗·施米特（法語：Florent Schmitt；1870年9月28日—1958年8月17日），法國作曲家。早年入巴黎音乐学院学习，1900年获得罗马大奖而成名。后来曾担任音乐评论家，对新音乐持反对态度。他寿命很长，作品也多，生前曾十分著名，但现在作品已不再流行。
他的风格较为传统，常有宏大的结构和复杂的音响，有时接近于瓦格纳。目前他最著名的作品是作于1907年的哑剧配乐《莎乐美的悲剧》。

## 外部連結
- 互联网档案馆中弗洛朗·施米特的作品或与之相关的作品
- 弗洛朗·施米特的免费乐谱，由国际乐谱典藏计划提供